# Mañón (parroquia)
Mañón (llamada oficialmente Santa María de Mañón) es una parroquia del municipio de Mañón, en la provincia de La Coruña, Galicia, España.

## Entidades de población
Entidades de población que forman parte de la parroquia:
- A Aniversaria
- A Carreira
- A Coca
- A Fonte da Vila
- A Insua
- A Panda
- As Carreiras
- As Palleiras
- As Poucelas
- Arovello
- Azor (O Azor)
- Barcia (A Barcia)
- Barqueiro (O Barqueiro)
- Barral (O Barral)
- Bustelo
- Camiño (O Camiño)
- Carballás (Os Carballás)
- Carballo (O Carballo)
- Casagrande (A Casagrande)
- Casanova (A Casanova)
- Castiñeira (As Castiñeiras)
- Castro (O Castro)
- Cayón (Caión)
- Couce (O Couce)
- Francos (Os Francos)
- Freitido de Abaixo
- Freitido de Arriba
- Fuxín
- Galdos
- Gruñido (O Gruñido)
- Lamosos (Os Lamosos)
- Lombo (O Lombo)
- Malvide
- Meira
- Murados de Barcia (Os Murados da Barcia)
- O Caroceiro
- O Outeiro
- O Queimado
- Ortega
- Os Pretos
- Piñeiro
- Plazas (As Prazas)
- Porta da Costa
- Redondela
- Rego do Chao (O Rego do Chao)
- Segade (Segade)
- Seijas (As Seixas)
- Seijo do Chao (O Seixo do Chao)
- Sixto (O Sisto)
- Vales (Os Vales)
- Vilariño
- Xuncal

## Despoblados
- Barcós (Os Barcós)
- Bouzas (As Bouzas)
- Camino (O Camiño da Barcia)[5]
- Campiño (O Campiño)
- Casavella (A Casavella)
- Iglesia (A Igrexa)
- Muros do Chao (Os Muros do Chao)
- Palloza (As Pallozas)
- Troitín

## Demografía
| Gráfica de evolución demográfica de Mañón entre 2000 y 2022 |
|                                                             |
| Población de derecho según el padrón municipal del INE      |